# NGC 7033
NGC 7033 is een elliptisch sterrenstelsel in het sterrenbeeld Pegasus. Het hemelobject werd op 17 september 1863 ontdekt door de Duitse astronoom Albert Marth.

## Synoniemen
- MCG 2-54-2
- ZWG 426.6
- NPM1G +14.0507
- KCPG 554A
- PGC 66228